# Episodi di Alvinnn!!! e i Chipmunks (terza stagione)
La terza stagione della serie animata franco-statunitense è composta da 26 episodi in onda dal 10 giugno 2017 al 1º marzo 2019.
In Italia è stata trasmessa in prima visione assoluta dal 2017 su Nickelodeon; in chiaro è stata trasmessa in prima TV da K2 dall'estate 2018
| nº | Titolo originale             | Titolo Italiano                   | Prima TV USA      | Prima TV Italia  |
| -- | ---------------------------- | --------------------------------- | ----------------- | ---------------- |
| 1  | The Karate Kidder            | Alvin Karateka                    | 10 giugno 2017    | 24 agosto 2017   |
| 1  | Playing Favorites            | Il figlio preferito               | 10 giugno 2017    | 24 agosto 2017   |
| 2  | Back to Basics               | Ritorno alle origini              | 17 giugno 2017    | 25 agosto 2017   |
| 2  | Report Cards                 | La pagella                        | 17 giugno 2017    | 25 agosto 2017   |
| 3  | The Cat Sitter               | Cat sitter                        | 24 giugno 2017    | 22 gennaio 2018  |
| 3  | Addicted                     | L'esperimento                     | 24 giugno 2017    | 22 gennaio 2018  |
| 4  | Spoiler-Itis                 | Spoiler                           | 14 agosto 2017    | 23 gennaio 2018  |
| 4  | Something's Fishy            | Uno strano pesce                  | 15 agosto 2017    | 23 gennaio 2018  |
| 5  | Baby Mama Drama              | Giovani genitori                  | 16 agosto 2017    | 24 gennaio 2018  |
| 5  | Ballet Boys                  | Lezioni di danza                  | 17 agosto 2017    | 24 gennaio 2018  |
| 6  | Oh Brother Where Art Thou    | Simon chi?                        | 30 ottobre 2017   | 25 gennaio 2018  |
| 6  | The Wall                     | Il sondaggio                      | 1º novembre 2017  | 25 gennaio 2018  |
| 7  | The Gift                     | Il regalo                         | 2 novembre 2017   | 26 gennaio 2018  |
| 7  | Theo Knows Best              | Theo sa cosa fare                 | 3 novembre 2017   | 26 gennaio 2018  |
| 8  | Simsky                       | I graffiti misteriosi             | 17 febbraio 2018  | 23 luglio 2018   |
| 8  | Lucky Day                    | Un giorno fortunato               | 17 febbraio 2018  | 23 luglio 2018   |
| 9  | Curiosity                    | Curioso da impazzire              | 24 febbraio 2018  | 24 luglio 2018   |
| 9  | House Pest                   | La disinfestazione                | 24 febbraio 2018  | 24 luglio 2018   |
| 10 | The Fugitives                | I fuggitivi                       | 9 marzo 2018      | 25 luglio 2018   |
| 10 | Sherlock Chipmunk            | Sherlock Chipmunk                 | 9 marzo 2018      | 25 luglio 2018   |
| 11 | Independence Day             | Il giorno dell'indipendenza       | 16 marzo 2018     | 26 luglio 2018   |
| 11 | Opposites Attract            | Gli opposti si attraggono         | 30 marzo 2018     | 26 luglio 2018   |
| 12 | Temporary Mom                | Mamma temporanea                  | 6 aprile 2018     | 27 luglio 2018   |
| 12 | Tee Fore Two                 | La strana coppia                  | 13 aprile 2018    | 27 luglio 2018   |
| 13 | School Alone                 | Un fantasma a scuola              | 13 maggio 2018    | 30 luglio 2018   |
| 13 | It Came from Outer Space     | Il meteorite                      | 13 maggio 2018    | 30 luglio 2018   |
| 14 | Girls Night Out              | Roba da femmine                   | 3 settembre 2018  | 19 novembre 2018 |
| 14 | Tables Turned                | Inversione di ruoli               | 3 settembre 2018  | 19 novembre 2018 |
| 15 | Dave Rebooted                | La memoria di Dave                | 3 settembre 2018  | 20 novembre 2018 |
| 15 | Germs                        | La fobia di Theo                  | 3 settembre 2018  | 20 novembre 2018 |
| 16 | Talking Teddy's Revenge      | La vendetta dell'orsetto parlante | 3 settembre 2018  | 21 novembre 2019 |
| 16 | Snail-A-Palooza              | Una nuova festività               | 3 settembre 2018  | 21 novembre 2019 |
| 17 | Pizza Dash                   | I droni della pizza               | 4 settembre 2018  | 22 novembre 2018 |
| 17 | Glory Days                   | Giorni di gloria                  | 7 settembre 2018  | 22 novembre 2018 |
| 18 | Switcheroo                   | Alvin il negoziatore              | 10 settembre 2018 | 23 novembre 2018 |
| 18 | The Paperboy                 | Ladro di giornali                 | 10 settembre 2018 | 23 novembre 2018 |
| 19 | Across the Universe          | Contatti alieni                   | 11 settembre 2018 | 26 novembre 2018 |
| 19 | Britt's Picks                | Il blog di Britt                  | 11 settembre 2018 | 26 novembre 2018 |
| 20 | A Rose by Any Other Name     | Strane influenze                  | 12 settembre 2018 | 27 novembre 2018 |
| 20 | Queen Bee                    | L'alveare                         | 13 settembre 2018 | 27 novembre 2018 |
| 21 | Pack Animal                  | Una scatola pericolosa            | 26 dicembre 2018  | 11 marzo 2019    |
| 21 | The Haunted Getaway          | Lo chalet stregato                | 26 dicembre 2018  | 11 marzo 2019    |
| 22 | The Devil Wears Rodentia     | Il Diavolo Veste Rodentia         | 4 febbraio 2019   | 12 marzo 2019    |
| 22 | Career Day                   | A scuola con papà                 | 5 febbraio 2019   | 12 marzo 2019    |
| 23 | Lost in Space…Camp           | Perso nello spazio                | 6 febbraio 2019   | 13 marzo 2019    |
| 23 | Super Hot Chocolate          | Cioccolata super calda            | 7 febbraio 2019   | 13 marzo 2019    |
| 24 | Theo's Big Night Out         | La grande prova di Theodore       | 7 febbraio 2019   | 14 marzo 2019    |
| 24 | The Bodyguard                | La guardia del corpo              | 7 febbraio 2019   | 14 marzo 2019    |
| 25 | The Great Chipmunk Detective | Investigatori privati             | 10 febbraio 2019  | 15 marzo 2019    |
| 25 | Guitar Hero                  | A lezione da Alvin                | 10 febbraio 2019  | 15 marzo 2019    |
| 26 | The C Team                   | La C-team                         | 1º marzo 2019     | 18 marzo 2019    |
| 26 | Father Daughther Dance       | Il ballo padre-figlia             | 1º marzo 2019     | 18 marzo 2019    |

## Alvin Karateka
Alvin è appassionato al karate, ma Dave pensa che non ha la forza per combattere nemmeno un uomo forte. Infatti, il padre viene minacciato dall'agente Dangus e la signora Crorner perché ha rovinato al ragazzo la sua autostima.

## Il figlio preferito
Alvin crede che Simon sia il figlio preferito di Dave e con l'aiuto di Theodore, cercano di far cambiare idea al padre.

## La pagella
Alvin non vuole che Dave veda la sua pagella e con l’aiuto di Theodore cerca di prenderla prima di lui.

## Spoiler
Simon e le Chipettes, insopportati che Alvin spoilera continuamente i programmi televisivi, tuttavia il protagonista scommette con loro che non parlerà per 24 ore in modo da non poter spoilerare il finale di una serie televisiva; se perde, deve indossare la maglietta di Brittany per tutta l'ora di scuola e se vince, i suoi fratelli e Chipettes devono dire "Alvin spacca!" e loro sono d'accordo di questo gioco. Dopo un giorno di scuola senza parlare, è arrivato il momento di guardare l'episodio de il gatto alieno sta sera. Però la registrazione è stata comunque cancellata grazie alle chiappe di Theodore. Pur essendo che Alvin ha vinto la scommessa, tutti devono obbedire agli suoi ordini.

## Uno strano pesce
Theodore vince un pesce al luna park, però il giorno dopo, Alvin e Simon scoprono che è morto. Tuttavia, Alvin deve andare al luna park per vincere di nuovo il pesce e Simon cerca di convincere Theodore a stare con le Chipettes.

## Giovani genitori
I Chipmunks, le Chipettes e la loro classe, divisi in coppie, devono badare ad un bebe robot.

## I graffiti misteriosi
In città avvengono vandalerie sui muri e si scoprirà che il colpevole è Simon, a causa del suo sonnambulismo!

## Un giorno fortunato
Theo trova un quadrifoglio e ha molta fortuna, mentre Alvin è devastato dalla sfortuna.

## Mamma temporanea
I Chipmunks vogliono trovare una babysitter giusta e Alvin sceglie una donna olimpica forte e cattiva, Theodore una cuoca straniera e Simon una ragazza ossessionata dalle cavie.

## Un fantasma a scuola
Alvin e Brittany rimangono a scuola mentre gli altri sono in gita. Lì sentono dei rumori strani...

## Roba da femmine
Dave promette alle Chipettes di passare una giornata con loro.

## Inversione di ruoli
Alvin ha pensato di fare uno scherzo a Simon invertendo i risultati di una sfida di intelligenza online tra di loro, lasciandogli credere di esser stato battuto. Ma appena le Chipettes lo scoprono, organizzano uno scherzo vendicativo, dove Alvin perderà in un videogioco contro Simon. D'allora, Alvin e Simon rimangono Abbattuti, alle quale le Chipettes dicono che è il momento di dire la verità.

## La memoria di Dave
Dave perde temporaneamente la memoria, e Alvin ne approfitta.

## La fobia di Theo
Theodore, dopo una lezione scolastica, ha il terrore dei germi.

## La vendetta dell'orsetto parlante
Alvin non vuole che Theodore porti Teddy a scuola perché crede che sia umiliante e Theodore si inventa una storia insieme a una loro compagna di classe per fargli cambiare idea.

## Una nuova festività
Alvin, per non fare una cosa, inventa una scusa e racconta a Theo della festa delle lumache. Servirà il senso di colpa e le decorazioni di Natale, Pasqua e Halloween per non deludere Theo.

## I droni della pizza
Il re delle pizze è in difficoltà e così Simon crea i robot per consegnare le pizze in pochi minuti. Ma sfortunatamente, i robot diventano impazziti e divenne: la guerra delle pizze. Così i tre fratelli, decidono di usare il drone di Simon per eliminare i nemici. Riescono a distruggere, mettendo in corto circuito tutti i robot.

## Ladro di giornali
Per avere qualche voto o un po' di soldi in più, Alvin ruba il giornale e lo da agli insegnanti e al coach, che causerà una discussione tra Dave e il ragazzo che consegna i giornali.

## Contatti alieni
Alvin scommette sull'esistenza degli alieni con Bo Carter.

## Il blog di Britt
Ammalatasi, Britanny viene sostituita da Jeanette che scrive sul suo blog non cose di moda, ma di ecologia...

## Strane influenze
Simon induce un esperimento su come le parole e la musica positive e negative influenzino le piante.

## L'alveare
Jeanette vuole salvare un alveare da Brit, terrorizzata dalle api di Elvis.

## Lo chalet stregato
Dave organizza una vacanza in uno chalet, ma Alvin vede fantasmi dovunque e Dave impedisce di dire la parola "infestato" davanti a Theo dopo l'Halloween precedente...

## Il Diavolo veste Rodentia
Quella che sembra un'opportunità per Brit, si trasformerà in un incubo: fare da serva a Marina Rodentia.

## Perso nello spazio
Simon, Jeanette, Theodore ed Eleanor vanno in un'accademia interstellare, ma il piccolo Chipmunk non si sente in vena di partecipare ed è vittima di un bullo, che lo prende in giro. Infatti, Jeanette ed Eleanor decidono di aiutarlo per superare le sue paure. Ma sfortunatamente, Theodore non riesce a superare i tentativi e chiama Alvin disperatamente per dirgli che vuole andarsene. Il ragazzo decide di dire alle due Chipettes di fare un'incursione negli simulatori per superare la prova. Purtroppo, il razzo con dentro Theodore se ne va nello spazio e il bullo vede il pasticcio che ha combinato, che cerca di chiamare qualcuno ad intervenire. Fortunatamente, con l'aiuto di Simon, riesce a portare la navetta spaziale nell'accademia e il bullo viene sgridato dal professore per una perdita di tempo. Alla fine dell'episodio, Theodore viene premiato.

## Cioccolata super calda
Per la vendita di dolci, Brit si occupa dei biscotti e Alvin della cioccolata bollente, che però ustionerà il piccolo Theo.

## La guardia del corpo
Alvin decide di addestrare Theodore, Kevin e Cheesy per diventare guardie del corpo, ma purtroppo un tizio inizia a spaventare le guardie del corpo di Alvin, tranne Theodore che sviene di mancanza. La notte dopo, il tizio di prima entra nel giardino dei Seville e il fratello minore lo cattura, ma si scopre che è un attore e ha detto che Alvin l'ha pagato solo per spaventare e invece ha dato solo un autografo. Dopo che l'attore è stato rimborsato con i soldi del salvadanaio di Theodore, Il tipo ha detto che quello del piccolo Chipmunk vale di più rispetto quello del fratello maggiore, ma Theodore chiede se si aumenta di più, Alvin dovrà essere la sua guardia del corpo.

## La C-team
Il coach Dobkins caccia via Theodore, Jeanette, Eleanor, Kevin e Cheesy perché loro sono scarsi a baseball. Infatti, Jeanette ha proposto che la coach sarà la signora Croner che utilizza le monete come palle da baseball. Il giorno dopo, Eleanor ha invitato un paio di persone come; la signorina Miller, Neville e Duncan per formare una squadra di Baseball, ma la signorina Smith pensa che sono casuali, però accetta di entrare nel campionato di baseball. Dopo tanti allenamenti Theodore non riesce a colpire una sola palla e la signora Croner invita il ragazzo minore di allenarsi ogni giorno, ma sfortunatamente non ci riesce. Il giorno dopo, inizia il campionato di baseball e dopo tanti strike, quello che deve colpire la palla con la mazza è Theodore, anche se non si sente in vena. Ma all'improvviso, il ragazzo colpisce per la prima volta la palla e fa vincere anche la sua squadra.

## Il ballo padre-figlia
La scuola ha annunciato che stasera ci sarà il ballo padre-figlia. Ma Brittany, Jeanette ed Eleanor litigano, perché vogliono chiedere a Dave di venire con loro al ballo. Alla fine, Alvin, Simon e Theodore decidono di dire a Dave di ballare ogni membro delle Chipettes e poi di passare all'altra. Infatti, stasera a scuola, il loro piano ha iniziato a funzionare.